# Vladyslav Vakoula
Vladyslav Olehovytch Vakoula (en ukrainien : Владислав Олегович Вакула), né le 29 avril 1999 à Berdytchiv en Ukraine, est un footballeur ukrainien évoluant au poste d'ailier droit au Zorya Louhansk.

## Biographie

### En club
Vladyslav Vakoula commence le football au FK Marioupol. Le 5 août 2017, il joue son premier match en professionnel face au Karpaty Lviv, en championnat. Son équipe s'incline sur le score de trois buts à un ce jour-là.
Le 18 juin 2018, il s'engage en faveur du FK Marioupol.
En août 2019, il est recruté par le Chakhtar Donetsk, qui le laisse toutefois au FK Marioupol jusqu'à la fin de l'année. Il arrive au Chakhtar en janvier 2020.
En août 2020 il se blesse à l'épaule, ce qui lui vaut d'être éloigné des terrains pendant plusieurs mois.

### En sélection
Avec les moins de 20 ans, il délivre une passe décisive face à la Corée du Sud, puis inscrit un but face à l'Uruguay.
Vladyslav Vakoula joue son premier match avec l'équipe d'Ukraine espoirs le 16 novembre 2018 contre la Géorgie. Une rencontre qui se solde par un match nul riche en buts (3-3).

## Statistiques
| Saison                      | Club                        | Championnat                 | Championnat | Championnat | Championnat | Coupe(s) nationale(s) | Coupe(s) nationale(s) | Coupe(s) nationale(s) | Compétition(s) continentale(s) | Compétition(s) continentale(s) | Compétition(s) continentale(s) | Compétition(s) continentale(s) | Total | Total | Total |
| Saison                      | Club                        | Division                    | M.          | B.          | P.d.        | M.                    | B.                    | P.d.                  | Comp.                          | M.                             | B.                             | P.d.                           | M.    | B.    | P.d.  |
| 2017-2018                   | Stal Kamianske              | Premier-Liha                | 3           | 0           | 0           | 1                     | 0                     | 0                     | -                              | -                              | -                              | -                              | 4     | 0     | 0     |
| 2018-2019                   | FK Marioupol                | Premier-Liha                | 30          | 6           | 4           | -                     | -                     | -                     | C3                             | 3                              | 0                              | 0                              | 33    | 6     | 4     |
| 2019-2020                   | FK Marioupol                | Premier-Liha                | 15          | 3           | 1           | 2                     | 0                     | 0                     | C3                             | 2                              | 0                              | 0                              | 19    | 3     | 1     |
| Sous-total FK Marioupol     | Sous-total FK Marioupol     | Sous-total FK Marioupol     | 45          | 9           | 5           | 2                     | 0                     | 0                     | -                              | 5                              | 0                              | 0                              | 52    | 9     | 5     |
| 2019-2020                   | Chakhtar Donetsk            | Premier-Liha                | 2           | 0           | 0           | -                     | -                     | -                     | C1                             | -                              | -                              | -                              | 2     | 0     | 0     |
| 2020-2021                   | Chakhtar Donetsk            | Premier-Liha                | 2           | 0           | 0           | -                     | -                     | -                     | C1                             | -                              | -                              | -                              | 2     | 0     | 0     |
| 2021-2022                   | Vorskla Poltava (prêt)      | Premier-Liha                | 6           | 0           | 0           | -                     | -                     | -                     | C4                             | 2                              | 0                              | 0                              | 8     | 0     | 0     |
| Sous-total Chakhtar Donetsk | Sous-total Chakhtar Donetsk | Sous-total Chakhtar Donetsk | 4           | 0           | 0           | -                     | -                     | -                     | -                              | -                              | -                              | -                              | 4     | 0     | 0     |
| 2021-2022                   | FK Oleksandria (prêt)       | Premier-Liha                | -           | -           | -           | -                     | -                     | -                     | -                              | -                              | -                              | -                              | 0     | 0     | 0     |
| 2022-2023                   | FK Oleksandria              | Premier-Liha                | 17          | 1           | 1           | -                     | -                     | -                     | -                              | -                              | -                              | -                              | 17    | 1     | 1     |
| 2023-2024                   | Tchornomorets Odessa (prêt) | Premier-Liha                | 7           | 0           | 0           | 3                     | 0                     | 0                     | -                              | -                              | -                              | -                              | 10    | 0     | 0     |
| 2023-2024                   | FK Mynaï                    | Premier-Liha                | 17          | 2           | 4           | -                     | -                     | -                     | -                              | -                              | -                              | -                              | 17    | 2     | 4     |
| 2024-2025                   | Zorya Louhansk              | Premier-Liha                | 2           | 0           | 0           | 1                     | 0                     | 0                     | -                              | -                              | -                              | -                              | 3     | 0     | 0     |
| Total sur la carrière       | Total sur la carrière       | Total sur la carrière       | 105         | 12          | 10          | 7                     | 0                     | 0                     | -                              | 7                              | 0                              | 0                              | 119   | 12    | 10    |